# جيمس فيبس

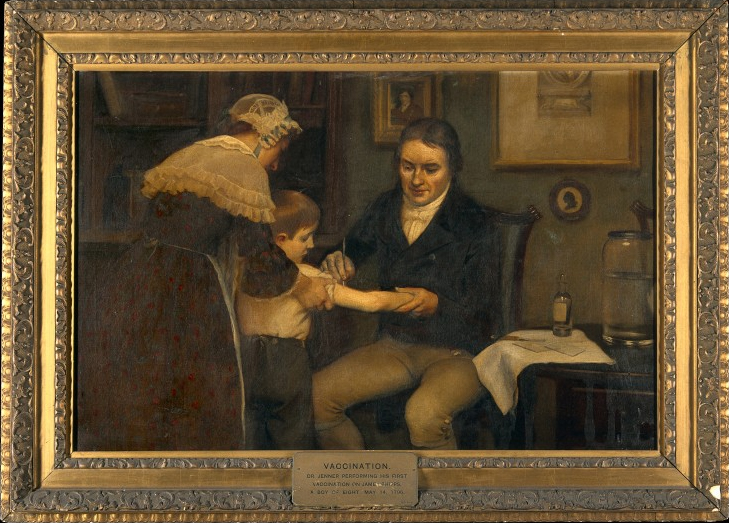
الطبيب إدوارد جينر يعطي أول تطعيم للطفل جيمس فيبس، عام 1796. لوحة Ernest Board (أوائل القرن ال20).

جيمس فيبس (بالإنجليزية: James Phipps)‏ (1788-25 أبريل 1853) هو أول من قام إدوارد جينر بإعطاءه تطعيم جدري البقر في عام 1796 م. كان جينر وقتها على علم بالاعتقاد السائد القائل بأن عُمال حلب الأبقار الذين أصابتهم عدوى ضعيفة من حمى جدري البقر طوروا مناعة ضد مرض الجدري.

## حياته والتطعيم ضد الجدري
وُلد فيبس في إبرشية في مدينة بيركلي في إنجلترا لعامل فقير لا يمتلك أرض. عمل والد فيبس بُستاني لصالح إادوارد جينر. وتم تعميد الطفل عنما كان 4 سنوات في كنيسة إبرشية سانت ماري.
وفي 14 مايو من عام 1796، اختار جينر الطفل فيبس الذي «كان بصحة جيدة وبلغ عمره حوالي 8 سنوات للتلقيح بمرض جدري البقر». ونجا الطفل من التلقيح التجريبي لفيروس جدري البقر ولم يعاني إلا من حمى خفيفة. وعنما حقن جينر الطفل بمرض الجدري الأكثر خطورة ظل جيمس معافى ولم يمرض.